# アルコRSD-1形ディーゼル機関車
アルコRSD-1は、アメリカン・ロコモティブ（アルコ）が製造した車軸配置C-Cの電気式ディーゼル機関車である。製造名義はAlco-GEであり、車体はアルコが、電装品はゼネラル・エレクトリック（GE）が製造を担当した。

## 解説
支線用の多目的機関車として製造されたRS-1をベースに、軸配置をB-BからC-Cとしたものである。動軸数が4軸から6軸へと増えたことにより、低速での牽引力の増加と軸重の低減を果たした。
3つの設計記号（スペック・ナンバーと称する）があり、E1645とE1646は第二次世界大戦時にアメリカ陸軍の要請により製造されたものであり、E1641は戦後にメキシコ国鉄の発注で製造したものである。

### 米国国外での投入実績

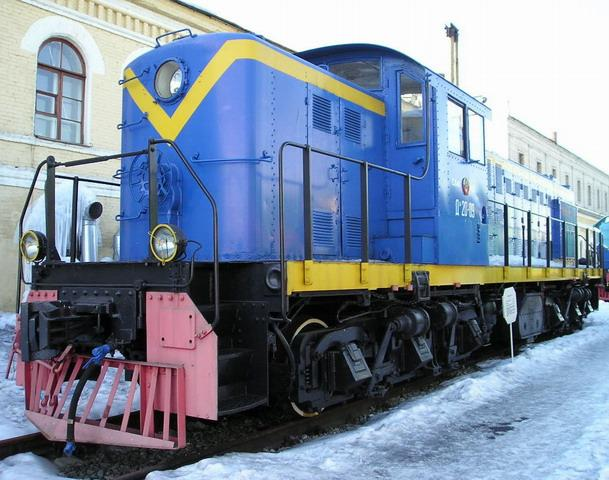
サンクトペテルブルクのバーシャフスキー駅で保存されているД^{а}20形。

第二次世界大戦当時、主力艦ティルピッツ率いるドイツ海軍とドイツ空軍はソビエト連邦の補給路であるムルマンスク港への海上輸送を脅威に晒していた。この輸送経路はソ連の生命線であったため、その対策としてイラン縦貫鉄道をソ連へ延伸した。その作業にはアメリカが関わったので、イラン縦貫鉄道は米軍が使用していた本形式を導入した。ロシア、米軍での使用を含め、144両がこの目的のために製造された。
ソ連に渡った本形式は70両に上り、現地ではДа20形とされて戦後も使用され続け、その後、リバースエンジニアリングでソ連運輸省TE1形を製造し、ソ連は本形式を基礎とした機関車を6,000両以上製造した。

## 新製時の所有者
| 納入先          | 両数            | 社番            | 備考                            |
| 設計記号：E1645 | 設計記号：E1645 | 設計記号：E1645 | 設計記号：E1645                 |
| --------------- | --------------- | --------------- | ------------------------------- |
| アメリカ陸軍    | 44              | 8013-8056       |                                 |
| 設計記号：E1646 |                 |                 |                                 |
| アメリカ陸軍    | 50              | 8600-8649       | ソビエト鉄道 Да20-1 to Да20-50  |
| アメリカ陸軍    | 30              | 8650-8679       |                                 |
| アメリカ陸軍    | 20              | 8680-8699       | ソビエト鉄道 Да20-51 to Да20-70 |
| 設計記号：E1641 |                 |                 |                                 |
| メキシコ国鉄    | 6               | 5700-5705       |                                 |